# Родионовский (Волгоградская область)
Родио́новский — хутор в Кумылженском районе Волгоградской области. Входит в состав Кумылженского сельского поселения.

## История
В соответствии с Законом Волгоградской области № 1006-ОД от 14 февраля 2005 года  Родионовский  вошел в состав образованного Кумылженского сельского поселения.

## География
Хутор Родионовский расположен по правому берегу реки Кумылга между хуторами Лялинским и Чуносовским.

## Население
| 2002 | 2010 |
| ---- | ---- |
| 219  | ↗235 |

## Инфраструктура
Организовано территориальное общественное самоуправление в хуторе Родионовский. Председатель ТОС — Дерябина Нина Викторовна.

## Транспорт
Просёлочные дороги.